# Герб комуни Персторп
Герб комуни Персторп (швед. Perstorps kommunvapen) — символ шведської адміністративно-територіальної одиниці місцевого самоврядування комуни Персторп. 

## Історія
Герб було розроблено для торговельного містечка (чепінга) Персторп. Отримав королівське затвердження 1948 року. 
Після адміністративно-територіальної реформи, проведеної в Швеції на початку 1970-х років, муніципальні герби стали використовуватися лишень комунами. Цей герб був 1971 року перебраний для нової комуни Персторп.
Герб комуни офіційно зареєстровано 1974 року.

## Опис (блазон)
У синьому полі три золоті букові горішки, два над одним, у золотій главі — синій короп з червоними плавниками і хвостом.

## Зміст
Букові горішки символізують природні багатства комуни. Короп вказує на розвинуте рибне господарство.      